# Fugazi
Fugazi – amerykańska grupa indierockowa, poruszająca się w stylistyce post hardcore. Powstała w 1987 roku w Waszyngtonie. Nazwę zespołu zaczerpnięto ze slangu żołnierzy amerykańskich, używanego podczas wojny w Wietnamie – jest to akronim zwrotu Fucked Up, Got Ambushed, Zipped In.
Członkowie Fugazi grali wcześniej w dwóch ważnych zespołach hardcore’owych: Minor Threat i Rites of Spring. Grupa przez cały czas swego istnienia była wierna swoim ideałom: wydawała w niezależnej wytwórni (Dischord Records, należącej do Iana MacKaye’a i Jeffa Nelsona z Minor Threat), bilety na jej koncerty kosztowały ok. 5-10 dolarów i wpuszczano na nie osoby w każdym wieku, zaś ceny albumów utrzymywały się na poziomie 10 dolarów. Ponadto zespół nie udzielał wywiadów magazynom, w których można było znaleźć reklamy alkoholu i papierosów (Ian MacKaye, jeszcze jako wokalista Minor Threat, dał swoją piosenką początek ruchowi straight edge).
W 2002 zespół zawiesił działalność.

## Skład
- Ian MacKaye – wokal, gitara; wcześniej w Minor Threat
- Guy Picciotto – gitara, wokal; wcześniej w Rites of Spring
- Joe Lally – gitara basowa
- Brendan Canty – perkusja; wcześniej w Rites of Spring

## Dyskografia

### Albumy

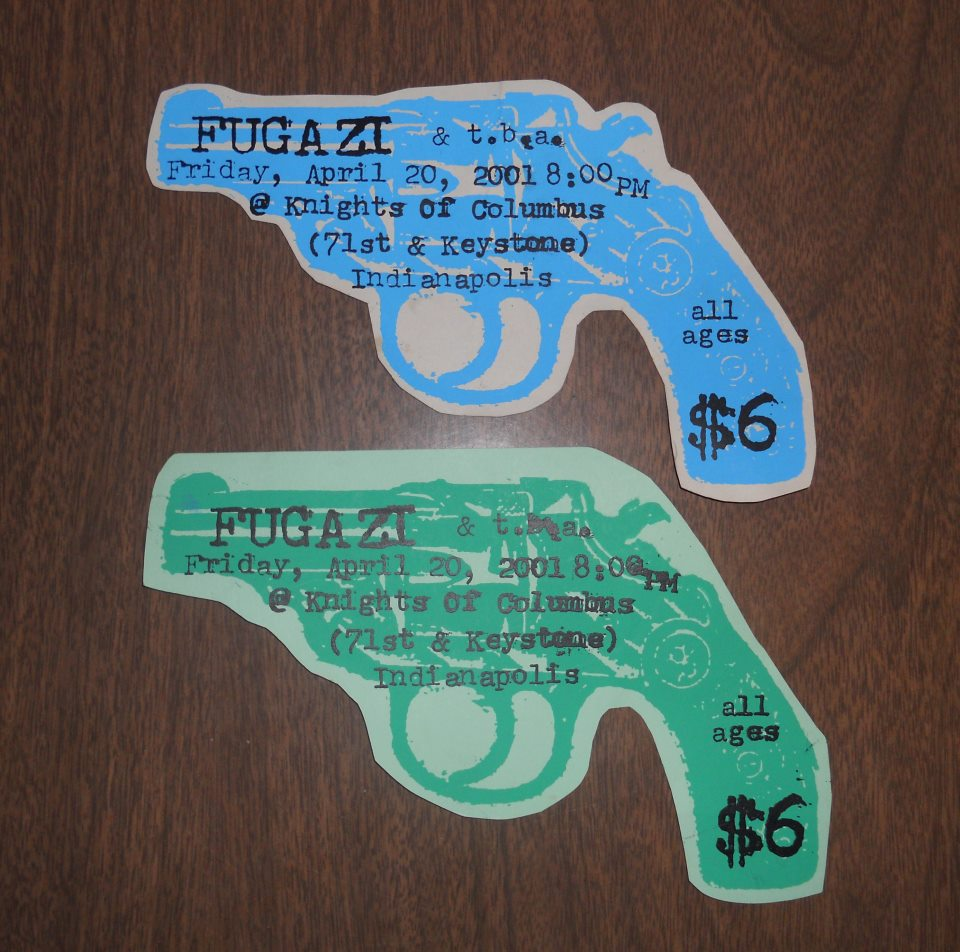
Ręcznie wykonane bilety na koncert Fugazi w 2001 r. w Indianapolis, Indiana.

- 1989 – 13 Songs (utwory z Fugazi i Margin Walker)
- 1990 – Repeater (wydany także jako Repeater + 3 Songs wraz z utworami z 3 Songs)
- 1991 – Steady Diet of Nothing
- 1993 – In on the Kill Taker
- 1995 – Red Medicine
- 1998 – End Hits
- 2001 – The Argument

### EP i single
- 1988 – Fugazi EP
- 1989 – Margin Walker EP
- 1990 – 3 Songs singel
- 2001 – Furniture + 2 EP

### Soundtracki
- 1999 – Instrument Soundtrack

### DVD i filmy
- Instrument